# The Ancient of Atlantis, an Epic Poem
The Ancient of Atlantis, an Epic Poem – utwór amerykańskiego poety Alberta Armstronga Manshipa (ur. w 1876), znanego także jako autor zbiorku Cosmic poems (1913), opublikowany w 1915 w Bostonie nakładem oficyny wydawniczej Sherman, French & Company. Epos składa się z trzech części, przy czym dwie mają charakter narracyjny, a trzecia dramatyczny. Opowiada o mitycznej Atlantydzie.